# Ján Kozák
Ján Kozák (n. 22 aprilie 1980, Košice, Cehoslovacia) este un fotbalist slovac retras din activitate, care în 2018 activa ca antrenor al echipei a doua a lui Slovan Bratislava. El a fost și convocat la echipa naționale de fotbal a Slovaciei, pentru care a debutat la 3 septembrie 2005 într-un meci împotriva selecționatei Germaniei.

## Performanțe internaționale
A jucat pentru Artmedia Petržalka în grupele UEFA Champions League 2005-06, contabilizând 6 meciuri și reușind să marcheze două goluri, primul gol împotriva echipei portugheze FC Porto, meci disputat la Porto, pe stadionul Estádio do Dragão, terminat cu scorul 2-3, iar cel de-al doilea l-a marcat împotriva echipei scoțiene Glasgow Rangers, meci disputat la Bratislava, pe stadionul Pasienky, terminat cu scorul 2-2.

## Titluri
| Sezon     | Club               | Titlu          |
| --------- | ------------------ | -------------- |
| 1997-1998 | MFK Košice         | Corgoň Liga    |
| 2004      | Artmedia Petržalka | Cupa Slovaciei |
| 2004-2005 | Artmedia Petržalka | Corgoň Liga    |
| 2007-2008 | Artmedia Petržalka | Corgoň Liga    |
| 2008-2009 | Slovan Bratislava  | Corgoň Liga    |